# Nicolas Escudé

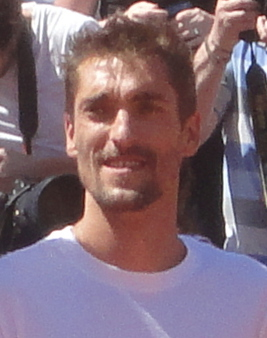
Nicolas Escudé op Roland Garros (2012).

Nicolas Jean-Christophe Escudé (Chartres, 3 april 1976) is een voormalig Franse tennisser, die prof werd in 1995. Escudé won vier titels, waarvan twee in Rotterdam (2001 en 2002). Ook won hij twee dubbeltitels. Tijdens de Davis Cup van 2001 won Escudé de beslissende vijfde partij in de finale waardoor Frankrijk de beker won.
De rechtshandige tennisser behaalde zijn hoogste positie op de enkelranglijst op 26 juni 2000, destijds bezette hij de zeventiende positie. Nicolas Escudé is een geboren linkshandige speler, maar werd als kind geleerd om met rechts te spelen, waardoor hij op tennis na alles met links doet. Zijn broer Julien Escudé is een oud-profvoetballer, die onder andere speelde voor Ajax, Sevilla FC en Beşiktaş JK.
Op 18 mei 2006 kondigde Escudé aan dat hij per direct ging stoppen, omdat hij last had van een chronische schouderblessure. Deze blessure had hem voor 22 maanden voor zijn beslissing uit de roulatie gehouden.

## Palmares

### Enkelspel
| Nr.              | Datum            | Toernooi      | Ondergrond    | Tegenstander in finale | Score            | Details |
| ---------------- | ---------------- | ------------- | ------------- | ---------------------- | ---------------- | ------- |
| Gewonnen finales |                  |               |               |                        |                  |         |
| 1.               | 3 oktober 1999   | ATP Toulouse  | Hardcourt (i) | Daniel Vaczek          | 7-5, 6-1         | Details |
| 2.               | 25 februari 2001 | ATP Rotterdam | Hardcourt (i) | Roger Federer          | 7-5, 3-6, 7-6(5) | Details |
| 3.               | 24 februari 2002 | ATP Rotterdam | Hardcourt (i) | Tim Henman             | 3-6, 7-6(4), 6-4 | Details |
| 4.               | 11 januari 2004  | ATP Doha      | Hardcourt     | Ivan Ljubičić          | 6-3, 7-6(4)      | Details |
| Verloren finales |                  |               |               |                        |                  |         |
| 1.               | 25 juli 2000     | ATP Rosmalen  | Gras          | Patrick Rafter         | 1-6, 3-6         | Details |
| 2.               | 17 februari 2002 | ATP Marseille | Hardcourt (i) | Thomas Enqvist         | 7-6(4), 3-6, 1-6 | Details |

### Dubbelspel
| Nr.                                       | Datum            | Toernooi      | Ondergrond    | Partner         | Tegenstanders in finale        | Score       | Details |
| ----------------------------------------- | ---------------- | ------------- | ------------- | --------------- | ------------------------------ | ----------- | ------- |
| Gewonnen finales heren dubbel             |                  |               |               |                 |                                |             |         |
| 1.                                        | 17 februari 2002 | ATP Marseille | Hardcourt (i) | Arnaud Clément  | Julien Boutter Maks Mirni      | 6-4, 6-3    | Details |
| 2.                                        | 3 november 2002  | ATP Parijs    | Tapijt (i)    | Fabrice Santoro | Gustavo Kuerten Cédric Pioline | 6-3, 7-6(6) | Details |
| Gewonnen finales heren dubbel challengers |                  |               |               |                 |                                |             |         |
| 1.                                        | 16 november 1997 | Andorra       | Hardcourt (i) | Jérôme Golmard  | Tom Kempers Menno Oosting      | 6-4, 6-4    |         |

## Prestatietabel
| Legenda | Legenda                          |
| ------- | -------------------------------- |
| g.t.    | geen toernooi gehouden           |
| l.c.    | lagere categorie                 |
| –       | niet deelgenomen                 |
| G       | uitgeschakeld in de groepsfase   |
| 1R      | uitgeschakeld in de eerste ronde |
| 2R      | uitgeschakeld in de tweede ronde |
| 3R      | uitgeschakeld in de derde ronde  |
| 4R      | uitgeschakeld in de vierde ronde |
| KF      | uitgeschakeld in de kwartfinale  |
| HF      | uitgeschakeld in de halve finale |
| F       | de finale verloren               |
| W       | het toernooi gewonnen            |
| w-v     | winst/verlies-balans             |

### Prestatietabel grand slam, enkelspel
| Toernooi              | 1993   | 1994   | 1995   | 1996 | 1997   | 1998   | 1999   | 2000  | 2001   | 2002   | 2003   | 2004 | Carrière w-v |
| --------------------- | ------ | ------ | ------ | ---- | ------ | ------ | ------ | ----- | ------ | ------ | ------ | ---- | ------------ |
| Grandslamtoernooien   |        |        |        |      |        |        |        |       |        |        |        |      |              |
| Australian Open       | –      | –      | –      | –    | –      | HF     | –      | 4R    | 2R     | 3R     | 3R     | 3R   | 15-6         |
| Roland Garros         | 1R     | –      | –      | –    | 3R     | 2R     | 2R     | 1R    | 1R     | 1R     | 1R     | 4R   | 7-9          |
| Wimbledon             | –      | –      | –      | –    | –      | 2R     | –      | 2R    | KF     | 3R     | 2R     | –    | 9-5          |
| US Open               | –      | –      | –      | –    | 2R     | 1R     | KF     | –     | 2R     | –      | –      | –    | 6-4          |
| Winst-verlies         | 0-1    | 0-0    | 0-0    | 0-0  | 3-2    | 7-4    | 5-2    | 4-3   | 6-4    | 4-3    | 3-3    | 5-2  | 37-24        |
| Tennis Masters Cup    |        |        |        |      |        |        |        |       |        |        |        |      |              |
| ATP World Tour Finals | –      | –      | –      | –    | –      | –      | –      | –     | –      | –      | –      | –    | 0-0          |
| ATP Masters 1000      |        |        |        |      |        |        |        |       |        |        |        |      |              |
| Indian Wells          | –      | –      | –      | –    | –      | –      | 1R     | 3R    | KF     | 2R     | –      | 4R   | 9-5          |
| Miami                 | –      | –      | –      | –    | –      | 2R     | 2R     | 3R    | 2R     | 3R     | 4R     | 1R   | 7-7          |
| Monte Carlo           | –      | –      | –      | –    | –      | –      | –      | 2R    | 1R     | 1R     | 1R     | 2R   | 2-5          |
| Stuttgart/Madrid      | –      | –      | –      | –    | –      | –      | –      | 2R    | 1R     | –      | –      | –    | 1-2          |
| Rome                  | –      | –      | –      | –    | –      | 2R     | –      | 1R    | 1R     | –      | –      | –    | 1-3          |
| Montréal/Toronto      | –      | –      | –      | –    | –      | 1R     | –      | 3R    | 3R     | –      | –      | 1R   | 4-4          |
| Cincinnati            | –      | –      | –      | –    | –      | 1R     | –      | –     | 2R     | –      | –      | –    | 1-2          |
| Hamburg               | –      | –      | –      | –    | –      | 2R     | –      | 1R    | 3R     | 1R     | –      | –    | 3-4          |
| Parijs                | –      | –      | –      | –    | 3R     | 2R     | 1R     | 1R    | 1R     | KF     | –      | –    | 6-6          |
| Olympische Spelen     |        |        |        |      |        |        |        |       |        |        |        |      |              |
| Olympische Spelen     | n.v.t. | n.v.t. | n.v.t. | –    | n.v.t. | n.v.t. | n.v.t. | 1R    | n.v.t. | n.v.t. | n.v.t. | –    | 0-1          |
| Statistieken          |        |        |        |      |        |        |        |       |        |        |        |      |              |
| Totaal aantal titels  | 0      | 0      | 0      | 0    | 0      | 0      | 1      | 0     | 1      | 1      | 0      | 1    | 4            |
| Totaal winst-verlies  | 0-1    | 0-0    | 1-2    | 0-0  | 6-6    | 23-21  | 20-17  | 28-23 | 33-23  | 30-17  | 14-10  | 17-9 | 172-129      |
| Eindejaarsranking     | 670    | 646    | 189    | 413  | 93     | 37     | 37     | 48    | 27     | 34     | 114    | 64   |              |

### Prestatietabel grand slam, dubbelspel
| Toernooi        | 1993 | 1994 | 1995 | 1997 | 1998 | 1999 | 2000 | 2001 | 2002 | 2003 | 2004 |
| --------------- | ---- | ---- | ---- | ---- | ---- | ---- | ---- | ---- | ---- | ---- | ---- |
| Australian Open | –    | –    | –    | –    | –    | –    | –    | 1R   | –    | –    | –    |
| Roland Garros   | 1R   | –    | –    | 1R   | 1R   | 2R   | 1R   | HF   | –    | 3R   | 2R   |
| Wimbledon       | –    | –    | –    | –    | –    | –    | –    | 1R   | –    | –    | –    |
| US Open         | –    | –    | –    | –    | –    | –    | –    | 2R   | –    | –    | –    |